# Angus
Angus (ve skotské gaelštině Aonghas) je historické hrabství a jedna ze 32 správních oblastí ve Skotsku. Nachází se na východním pobřeží mezi oblastmi Perth and Kinross, Aberdeenshire a městem Dundee. Sídlem správy je Forfar, největším městem oblasti je přístav Arbroath. 
V letech 1975 až 1996 bylo území Angusu součástí kraje Tayside (se sídlem v Dundee), pak se opět osamostatnilo.

## Sídla
- Aberlemno
- Arbroath
- Auchmithie
- Brechin
- Bridge of Craigisla
- Carmyllie
- Carnoustie
- Edzell
- Farnell
- Forfar
- Friockheim
- Glamis
- Guthrie
- Inverkeilor
- Kirriemuir
- Letham
- Newbigging
- Memus
- Monifieth
- Monikie
- Montrose
- Murroes
- St Vigeans
- Tealing